# Edwin Licona Licona
Edwin Licona Licona (San Salvador, 1 de febrero de 1970) es un ingeniero civil y político peruano. Fue gobernador regional de Cusco desde el 1 de enero de 2015 al 31 de diciembre de 2018. Actualmente, se encuentra procesado penalmente por la presunta comisión de los delitos de colusión, cohecho, negociación incompatible, omisión de funciones y encubrimiento real durante su gestión.

## Biografía
Nació en el distrito de San Salvador de la provincia cusqueña de Calca. Cursó sus estudios primaros en el Centro de Estudios N° 50183 "San Martín de Porres" de su localidad natal y los secundarios en el colegio arquidiocesano San Antonio Abad en la ciudad del Cuzco. En 1992 inició sus estudios de Ingeniería Civil en la Universidad Nacional de San Antonio Abad del Cusco culminándolos en el año 2002. El 2008 inició sus estudios de posgrado en la maestría en economía con mención en gestión pública y desarrollo regional en la misma casa de estudios.
Fue catedrático en la Universidad Nacional San Antonio Abad y en la Universidad Andina desde el año 2010 hasta el año 2014. Desde ese año ocupó el cargo de director del Instituto de Manejo de Agua y Medio Ambiente en la ciudad del Cusco.
No se encuentra afiliado a ningún partido. Su carrera política se inició en el 2014, cuando se postula a las elecciones regionales para la presidencia del gobierno regional de Cusco con el movimiento regional Kausachun Cusco. En la primera vuelta, celebrada el 5 de octubre, quedó en el segundo lugar de las preferencias electorales con el 10.849%, detrás del candidato Benicio Ríos. Al no haber alcanzado ninguno de los candidatos el 30% de los votos emitidos, Licona y Ríos compitieron en la segunda vuelta por la presidencia regional. El 7 de diciembre se realizó el balotaje y Licona fue elegido con el 53.207% de los votos.
En el año 2016, aún durante su mandato, se le inició investigaciones fiscales tras la adjudicación de 19 licitaciones realizadas sin criterios técnicos y otorgadas a empresas sin experiencia. El 5 de julio de 2019, el Octavo Juzgado de Investigación Preparatoria Especializado en Delitos de Corrupción de Funcionarios dictó ocho meses de prisión preventiva contra Licona en el marco de la investigación que se le sigue por los presuntos delitos de colusión, cohecho, negociación incompatible, omisión de funciones y encubrimiento real. Estuvo  recluido en el penal de Quencoro.
El 22 de mayo de 2020 la Segunda Sala Penal de Apelaciones y Emergencia de la Corte Superior de Justicia del Cusco dispuso la excarcelación de Licona debido a “una enfermedad con morbilidad”, lo que lo convierte en persona vulnerable ante el COVID-19.

#### En línea
- «Hoja de vida del candidato». Jurado Nacional de Elecciones. 2014. Consultado el 27 de julio de 2019.
- «Infogob». Consultado el 27 de julio de 2019.

- Datos: Q18419975